# رينيه بيانكو
رينيه بيانكو (بالفرنسية: René Bianco)‏ هو مغني أوبرا ومغني فرنسي، ولد في 21 يونيو 1908 في قسنطينة في الجزائر، وتوفي في 23 يناير 2008 في Charbonnières-les-Bains ‏ في فرنسا.

## وصلات خارجية
- رينيه بيانكو على موقع ميوزك برينز (الإنجليزية)
- رينيه بيانكو على موقع أول ميوزيك (الإنجليزية)
- رينيه بيانكو على موقع ديسكوغز (الإنجليزية)